# Autosegment F
Autosegment F – najwyższa, luksusowa klasa samochodów osobowych. Są to najczęściej najdroższe limuzyny oferowane przez producentów, najlepiej wyposażone i napędzane najmocniejszymi silnikami.
Czasami z tego segmentu są dodatkowo wyróżniane samochody ultraluksusowe (autosegment F+), zazwyczaj produkowane przez wyspecjalizowane firmy na indywidualne zamówienie klienta.
Przykładowi przedstawiciele segmentu F:
- Mercedes-Benz klasy S
- BMW serii 7
- Audi A8
- Volkswagen Phaeton
- Hyundai Equus
- Lexus LS
- Jaguar XJ
- Cadillac DeVille
- Lincoln Town Car
- Mercury Grand Marquis
- Fisker Karma
- Nissan President
- Maserati Quattroporte
- Rolls-Royce Phantom
- Cadillac Eldorado
- Maybach 57/Maybach 62
- Bentley Continental